# Amegilla sesquicincta
Amegilla sesquicincta là một loài Hymenoptera trong họ Apidae. Loài này được Erichson mô tả khoa học năm 1842.